# Forțele armate ale Canadei
Forțele armate ale Canadei sunt formate din trei categorii de arme: Forțele Navale, Forțele Terestre și Forțele Aeriene. La vârful structurii de comandă este comandantul-șef, care este monarhul în funcție, canadian, Elisabeta a II-a, reprezentată de guvernatorul general.